# Amerikanski Glas Crnogorca
Amerikanski Glas Crnogorca je tjednik koji je izlazio 1923. u Sjedinjenim Američkim Državama (Chicago, Illinois). Izdavala ga udruga Savez nezavisnih Crnogoraca, a publicirao je tekstove protiv srpskog anektiranja Kraljevine Crne Gore 1918. godine i propagirao federalno preuređenje Jugoslavije u kojoj bi narodi bili ravnopravni.
Redakcijski su kolegij sačinjavali Crnogorci: Đuro Čičarević, Rade Žarić i Đorđije Savić. Na čelu Saveza nezavisnih Crnogoraca su bili predsjednik Vaso Đ. Kovačević, te tajnici Mašan Borozan i Vaso V. Kovačević.
U zaglavlju je Amerikanskog Glasa Crnogorca pisalo (citat u originalu, na crnogorskom):
»Crnogorče! Ako nijesi dobar Crnogorac, još manje si Jugosloven. Ako nijesi prijatelj sam sebi, još manje si prijatelj drugog. Ako sam sebe ne poštuješ, još manje ćeš biti poštovan.«
Službeni Beograd je Amerikanski Glas Crnogorca ocijenio kao opasno subverzivno glasilo te je rješenjem Ministarstva unutarnjih poslova Vlade Kraljevine SHS od 14. siječnja 1923. zabranjeno njegovo rasturanje u KSHS.
List s istim nazivom je 1911. izlazio i u New Yorku, a izdavali su ga Crnogorci Mićun Pavićević i Krcun Sekulić.